# Rhabdastrella actinosa
Rhabdastrella actinosa är en svampdjursart som först beskrevs av Claude Lévi 1964.  Rhabdastrella actinosa ingår i släktet Rhabdastrella och familjen Ancorinidae. Inga underarter finns listade i Catalogue of Life.